# ستالينغ

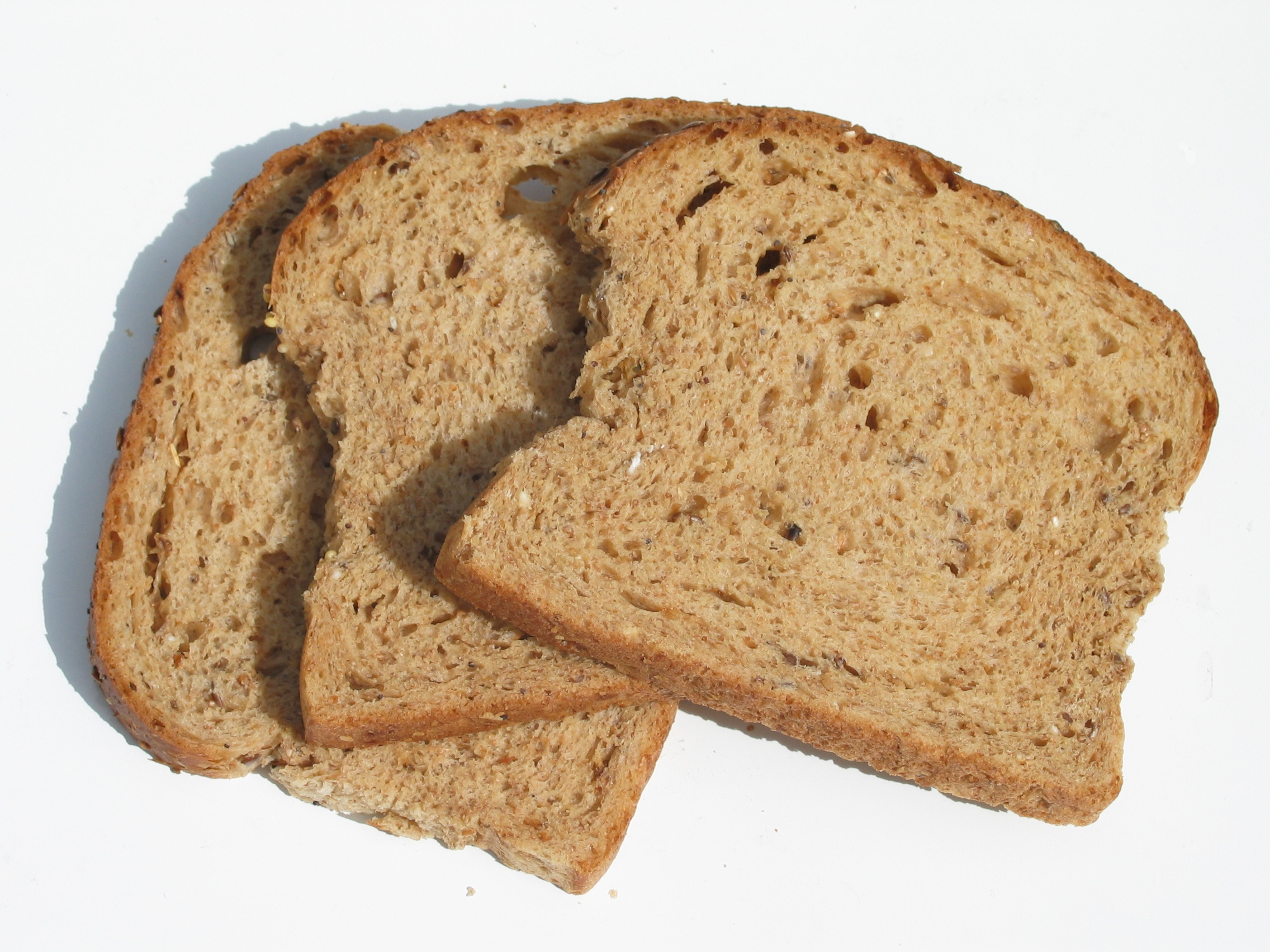
خبز قديم

الستالينج أو "تالف" او البائت أو المُعتق أو المتقادم أو العتيق أو الرادي. هي عملية كيميائية وفيزيائية في الخبز والأطعمة المماثلة تقلل من استساغها. الخبز الذي لا معنى له يكون جافًا وصلبًا.

## الآلية والتأثيرات
الستالينج ليس مجرد عملية تجفيف بسبب التبخر. تتمثل إحدى الآليات المهمة في هجرة الرطوبة من حبيبات النشا إلى الفراغات الخلالية، مما يؤدي إلى تلاشي النشا. تقوم جزيئات النشا أميلوز وأميلوبكتين بإعادة تنظيم نفسها مسببة إعادة التبلور. ينتج عن هذا نسيج صلب وجلد للخبز الذي لا معنى له.
سوف يتقادم الخبز حتى في البيئة الرطبة، ويصطدم بسرعة أكبر في درجات حرارة أعلى بقليل من درجة التجمد. في حين أن الخبز الذي تم تجميده وهو طازج يمكن إذابته بشكل مقبول ، فإن الخبز المخزن في الثلاجة سيزيد من معدلات التباطؤ. [بحاجة لمصدر]

## التدابير المضادة
تشمل العوامل المضادة للتأرجح المستخدمة في الخبز الحديث جلوتين القمح والإنزيمات والجليسيروليبيدات، وبشكل رئيسي أحادي الجليسريد وثنائي الجلسريد.

## استخدامات الطهي
تعتمد العديد من الأطباق الكلاسيكية على خبز قديم غير مستساغ. تشمل الأمثلة صلصة الخبز ، فطائر الخبز، و flummadiddle ، بودنغ أمريكي مبكر. هناك أيضًا العديد من أنواع حساء الخبز مثل wodzionka (في المطبخ السليزي) و ribollita (في المطبخ الإيطالي). غالبًا ما يكون الطبق الحلو هو حلوى الخبز. يمكن غمس مكعبات الخبز البائت في فوندو الجبن ، أو تتبيلها وتخبز في الفرن لتصبح خبز محمص ، ومناسبة للنثر في السلطات أو فوق الحساء. شرائح الخبز التي لا معنى لها منقوعة في خليط البيض والحليب ثم تتحول إلى توست فرنسي (المعروف بالفرنسية باسم Pain perdu - الخبز المفقود). في المطبخين الأسباني والبرتغالي ، الميجاس هو طبق إفطار يستخدم خبزًا قديمًا ، وفي المطبخ التونسي ، لبلبي هو حساء من الحمص والخبز الذي لا معنى له.
يمكن استخدام الخبز الذي لا معنى له أو فتات الخبز المصنوع منه "لمط" اللحوم في أطباق مثل haslet (نوع من رغيف اللحم في المطبخ البريطاني ، أو اللحم نفسه) و garbure (يخنة في المطبخ الفرنسي). يمكن أن يكون مكونًا فرعيًا في أطباق مثل الفتوش (نوع من السلطة في المطبخ الشامي). يمكن استخدام الخبز الذي لا معنى له كقاعدة لتغميسات مثل السكورداليا (في المطبخ اليوناني) ، أو استبداله بمكون آخر.
في مطبخ العصور الوسطى ، تم استخدام شرائح الخبز التي لا معنى لها ، والتي تسمى حفار الخنادق ، بدلاً من الأطباق.

## التدمير
يمكن تحضير الخبز الذي لا معنى له جزئيًا طازجًا عن طريق التسخين إلى 60 درجة مئوية في فرن تقليدي أو فرن ميكروويف.